# Lois-Xavier de Ricard

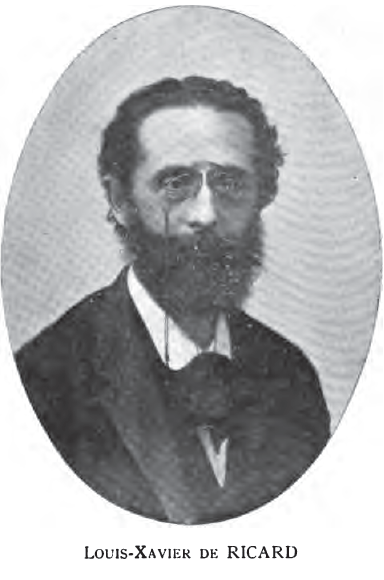
Lois-Xavier de Ricard

Lois-Xavier de Ricard (Fontenay-sous-Bois 1843 - Marsella 1911) fou un polític i escriptor occità. Fill d'un general bonapartista, es dedicà a la literatura i el 1863 fundà La revue du progrès on hi col·laboraren Paul Verlaine, Léon Gambetta i Raoul Rigault, futur procurador de la Commune, amb qui el 1866 fundarien la revista Le Parnasse contemporain. Posteriorment va escriure en Journal des Voyages i al 1870 es dedicaria al periodisme, on destacà pel seu republicanisme i anticlericalisme.
Va prendre part de la Comuna de París, raó per la qual fou exiliat el 1871. Més tard es va instal·lar a Montpeller, on es va fer amic del poeta occità August Fourès, ambdós emprengueren la lluita contra el felibritge conservador, en defensa d'un occitanisme republicà, anticlerical i socialista, el portaveu del qual fou La Lauseta (1877-79). El 1881 es presentà a les eleccions municipals de Montpellier amb el socialista Paul Brousse, però fou derrotat. El 1885 fundà el diari de tendència socialista Le Languedoc, El 1897 marxà a París a exercir el periodisme, però el 1906 tornà a Marsella, on va morir. Deixeble de Pierre-Joseph Proudhon, publicà Le Fédéralisme (1878). Ramon Casas li va dedicar un retrat, avui conservat al MNAC.